# De Himmerlandske Heder
De Himmerlandske Heder er betegnelsen for et bælte af heder i den nordlige del af Himmerland, i Aalborg- og Vesthimmerlands Kommuner, bestående af 
Vindblæs Hede, Oudrup Hede, Lundby Hede, Ajstrup Hede og Kyø Dale. En stor del, et areal på 1.387 ha er fredet område, og er en del af Natura 2000 plan 19: Lundby Hede, Oudrup Østerhede og Vindblæs Hede og er EU-habitatområde
Området ligger vest for Halkær Bredning, i området mellem Nibe Års og Løgstør, og følger en højderyg der går fra engene hvor Herredsbæk har sit udspring i den sydlige del af Vindblæs Hede i vest, til Kyø Dale ved Vidkær Å cirka 9 km mod øst. Oudrup Hede og Lundby Hede adskilles af Bruså, som løber mod nord, og senere bliver til Dybvad Å, før den løber ud i Limfjorden. 
De sandede morænebakker har på et tidspunkt har været ramt af sandflugt, og der ligger en række revling-indlandsklitter dækker i bakkerne øst for Vindblæs Hede.

## Hedepletvinge
De Himmerlandske Heder er et af indsatsområderne for LIFE ASPEA-projektet der har til formål at forbedre levevilkårene og udbrede kendskabet til sommerfuglen Hedepletvinge, som der findes en bestand af på Lundby Hede. Den er konstateret i fremgang, både i antal og i udbredelsesareal. Bestanden udgør en af kun to kendte bestande syd for Limfjorden.
Egnen er skildret i Johannes V. Jensens  Himmerlandshistorier.

## Eksterne kilder og henvisninger
- Natura 2000-plan 19: Lundby Hede, Oudrup Østerhede og Vindblæs Hede Arkiveret 9. marts 2017 hos  Wayback Machine på naturstyrelsen.dk
- Basisanalysen 2016-21 Arkiveret 9. marts 2017 hos  Wayback Machine
- Naturturist Nordjylland Arkiveret 15. januar 2011 hos  Wayback Machine

56°55′29″N 9°25′15″Ø / 56.92472°N 9.42083°Ø